# Didectoprocnemis
Didectoprocnemis is een geslacht van spinnen uit de familie hangmatspinnen (Linyphiidae).

## Soorten
De volgende soorten zijn bij het geslacht ingedeeld:
- Didectoprocnemis cirtensis (Simon, 1884)